# تريفور أشلي
تريفور أشلي (بالإنجليزية: Trevor Ashley)‏ هو ترفيهي أسترالي، ولد في 27 فبراير 1980 في أستراليا.

## وصلات خارجية
- الموقع الرسمي
- تريفور أشلي على موقع ميوزك برينز (الإنجليزية)